# Matthew Weiner
Matthew Weiner, född 29 juni 1965 i Baltimore i Maryland, är en amerikansk TV-producent och manusförfattare. Han är mest känd som skapare, huvudförfattare och exekutiv producent bakom dramserien Mad Men. Weiner var också medförfattare och producent till de två sista säsongerna av gangsterserien Sopranos. För sitt arbete med serierna har han vunnit sammanlagt nio Emmy Awards.

## Filmografi (i urval)
- 2004–2007 – Sopranos (TV-serie) (manus, 12 avsnitt, 2004–2007; exekutiv producent, 9 avsnitt, 2007)
- 2007–2015 – Mad Men (TV-serie) (exekutiv producent och manus, 92 avsnitt; regi, 9 avsnitt)
- 2013 – Are You Here (manus, regi och produktion)